# 本田CG125
本田CG125，是本田旗下的通勤電單車車款，生產年期由1976年至2008年（從1992年開始在巴基斯坦生產）。它所配置的124 cc四衝程推桿式單氣缸風冷引擎和循環式的手（腳）動波箱歷年來沒有多大的改變。由於其機械結構簡單，坊間盛傳它從出廠到報廢都不需要保養維修。

## 外部連結
- Honda CG125 History （页面存档备份，存于）